# François-Marie-Benjamin Richard de la Vergne
François-Marie-Benjamin Richard de la Vergne, francoski rimskokatoliški duhovnik, škof in kardinal, * 1. marec 1819, Nantes, † 28. januar 1908.

## Življenjepis
21. decembra 1844 je prejel duhovniško posvečenje.
16. oktobra 1871 je bil imenovan za škofa Belleyja, 22. decembra istega leta je bil potrjen, 11. februarja 1872 je prejel škofovsko posvečenje in 15. februarja istega leta je bil ustoličen.
7. maja 1875 je bil imenovan za sonadškofa Pariza, 5. julija istega leta je bil potrjen in istočasno imenovan za naslovnega nadškofa tesalske Larise; 8. julija 1886 je nasledil nadškofovski položaj.
24. maja 1889 je bil povzdignjen v kardinala in imenovan za kardinal-duhovnika S. Maria in Via.